# 苏坑镇
苏坑镇，是中华人民共和国福建省泉州市永春县下辖的一个乡镇级行政单位。

## 行政区划
苏坑镇下辖以下地区：
嵩山村、光明村、洋坪村、嵩安村、嵩溪村、熙里村和东坑村。